# Villads Christensen
Christian Villads Christensen, född 16 februari 1864 och död 17 oktober 1922, var en dansk historiker.
Christensen var från 1896 rådhusarkivarie i Köpenhamn. Han utgav Baareprøven (1900, doktorsavhandling), Nykjøbing paa Mors 1299–1899 (1902) och en mängd bidrag till Köpenhamns historia, särskilt i den av honom från 1907 redigerade serien Historiske Meddelelser om København.